# 4131 Stasik
4131 Stasik è un asteroide della fascia principale del diametro medio di circa 32,6 km. Scoperto nel 1988, presenta un'orbita caratterizzata da un semiasse maggiore pari a 3,1672604 UA e da un'eccentricità di 0,1034593, inclinata di 12,41972° rispetto all'eclittica.